# غابرييل باسيليكو
غابرييل باسيليكو (بالإيطالية: Gabriele Basilico)‏هو مصور ومهندس معماري إيطالي، (ولد في 12 أغسطس 1944 في ميلانو، توفي في 13 فبراير 2013)عن عمر 68 سنة.